# Otto Hoffmeister

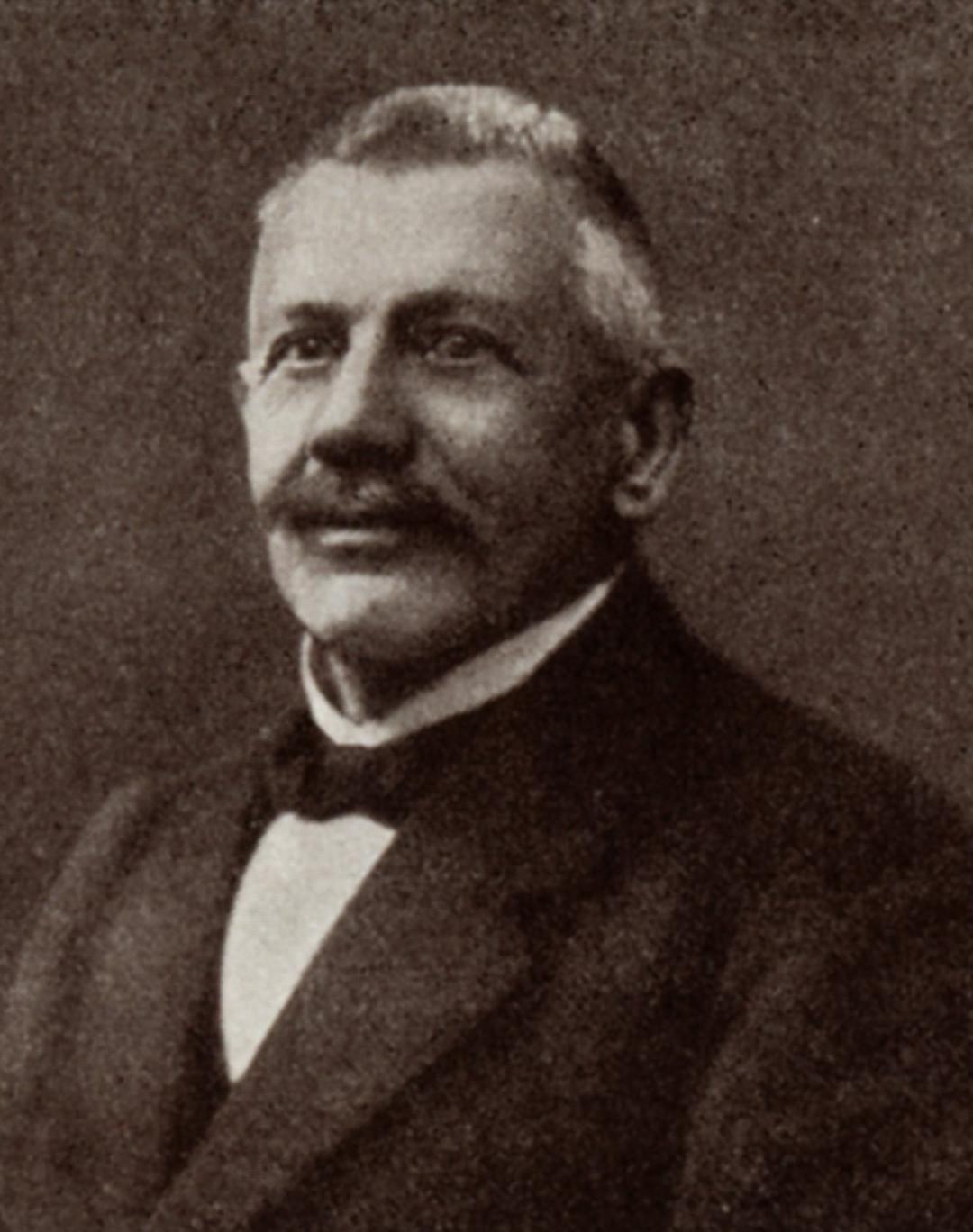
Otto Hoffmeister

Albert Otto Hoffmeister (* 23. März 1851 in Ludwigsburg; † 7. Juli 1925 ebenda) war ein deutscher Turner und Abgeordneter des württembergischen Landtags. 

## Leben und Werk
Er war der zehnte Sohn des Schusters Christian Gottlieb Hoffmeister aus Ludwigsburg. Sein Wunsch, am Polytechnikum Stuttgart Maschinenbau zu studieren, wurde durch die Erblindung seines Vaters unmöglich. Er nahm einen handwerklichen Beruf als Schlosser auf und bildete sich nebenberuflich in Stuttgart bis hin zum Werkführer und Zeichner fort. 1878 gründete er eine eigene Maschinenhandlung.
Zur Turnbewegung fand er bereits als Jugendlicher. Er wurde 1875 Mitglied und 1882 Erster Vorsitzender des Männerturnvereins Ludwigsburg. 1885 übernahm er zusätzlich die Leitung des Unteren Neckargaus. 1895 erfolgte seine Wahl zum Kreisvertreter des Turnkreises XI (Schwaben) der Deutschen Turnerschaft. Gleichzeitig wurde Hoffmeister Mitglied des reichsweiten Ausschusses der Deutschen Turnerschaft. 1899 legte er den Vorsitz des Turngaus Unterer Neckar nieder, blieb aber weiter in der Schwäbischen Turnerschaft, im Gemeinderat und der Feuerwehr in Ludwigsburg aktiv. Ferner war er von 1910 bis 1912 Mitglied im württembergischen Landtag.
1921 wurde Otto Hoffmeister von der Stadt Ludwigsburg mit der Ehrenbürgerwürde ausgezeichnet.